# 마리아 엘리자베트 폰 바이에른 왕녀

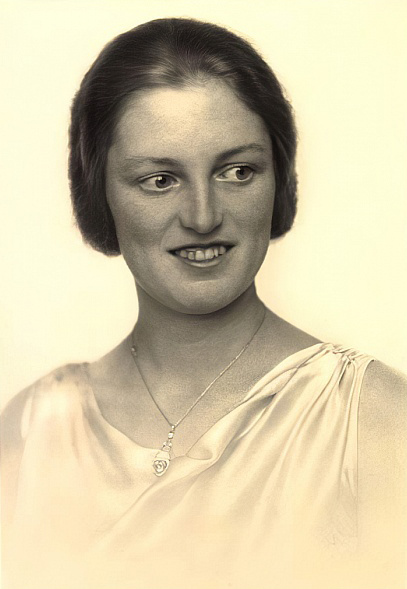
마리아 엘리자베트 폰 바이에른 왕녀

마리아 엘리자베트 폰 바이에른 왕녀(Prinzessin Maria Elizabeth Franziska Josepha Terese von Bayern, 1914년 9월 9일 ~ 2011년 5월 13일)는 "황후의 어머니"라는 별명을 가진 독일 비텔스바흐 가문의 공주로, 바이에른의 루트비히 3세 왕의 손녀이자 브라질 황실의 수장으로서 바수라스 가문의 가신인 오를레앙스이브라간사의 페드루 엔히키 지 오를레앙스이브라간사의 아내였다.
오를레앙스이브라간사의 아들 베르트랑은 현재 청구인이며, 이전에는 그녀의 장남 루이스 가스탕과 그녀의 남편이 맡고 있었다.